# Jésus, l'enquête
Pour plus de détails, voir Fiche technique et Distribution.
Jésus, l'enquête (The Case for Christ) est un drame américain réalisé par Jon Gunn, sorti en 2017. Le film est inspiré de la vie de Lee Strobel et du livre écrit par ce dernier Jésus : la parole est à la défense (The Case for Christ en VO) sorti en 1998.

## Synopsis
En 1980, Lee Strobel est journaliste d'investigation athée au Chicago Tribune. La foi chrétienne évangélique nouvelle de sa femme, Leslie, perturbe son mariage. Il entame alors des recherches pour prouver que Jésus-Christ n'est pas  ressuscité,...

## Fiche technique
- Titre original : The Case for Christ
- Titre français : Jésus, l'enquête
- Réalisation : Jon Gunn
- Scénario : Brian Bird, d'après l'ouvrage The Case for Christ de Lee Strobel
- Musique : Will Musser
- Photographie : Brian Shanley
- Montage : Vance Null
- Production : Elizabeth Hatcher-Travis, Karl Horstmann, Michael Scott, David A. R. White, Alysoun Wolfe et Brittany Yost
- Sociétés de production : Triple Horse Studios et Pure Flix Entertainment
- Société de distribution : Pure Flix Entertainment (États-Unis)
- Pays de production :  États-Unis
- Langue originale : anglais
- Format : couleurs
- Genre : drame, biographique
- Durée : 113 minutes
- Dates de sortie :
  - États-Unis : 7 avril 2017
  - France : 28 février 2018

## Distribution
- Mike Vogel (VF: Alexandre Crepet) : Lee Strobel
- Erika Christensen (VF: Sophie Landresse) : Leslie Strobel
- Faye Dunaway : Dr. Roberta Watson
- Robert Forster (VF: Peppino Capotondi): Walter Strobel
- Frankie Faison : Joe Dubois
- L. Scott Caldwell : Alfie Davis
- Mike Pniewski : Kenny London
- Tom Nowicki : Dr. Alexander Metherell
- Kevin Sizemore (VF: Karim Barras): Dr. Gary Habermas (en)
- Rus Blackwell : Dr. William Lane Craig
- Jordan Cox : Bill Hybels
- Renell Gibbs : James Hicks
- Haley Rosenwasser : Alison Strobel
- Brett Rice : Ray Nelson
- Grant Goodeve : Mr. Cook
- Michael Provost : Lee Strobel adolescent
- Kelly Lamor Wilson : Leslie Strobel adolescente

## Accueil

### Accueil critique
Sur Metacritic, le film a obtenu une moyenne de 50 sur 100 de la presse.
Sur Rotten Tomatoes, le film a obtenu une moyenne de 61% de la presse et de 77% de l’audience.

### Box-office
Le film a récolté 17,9 millions de dollars au box-office mondial pour un budget de 3 millions de dollars.